# Уайт-Ривер (приток Миссури)
Уайт-Ривер (англ. White River) — река в штатах Небраска и Южная Дакота (США). Правый приток Миссури. Длина — 933 км, площадь бассейна — 26 418 км²:471.
Название реки, англ. White River, в переводе означает «белая река» и произошло от цвета воды. Характерный беловато-серый цвет ей придают песок, глина и вулканический пепел:445.
Берёт начало на северо-западе штата Небраска, к северу от деревни Харрисон, на высоте 1482 м над уровнем моря. Течёт преимущественно в восточном и северо-восточном направлениях. Протекает через слабозаселённую местность среди холмов, плато и пустошей. Впадает в реку Миссури примерно в 24 км к юго-западу от города Чамберлейн на высоте 488 м.
В 24 км к югу от города Мурдо принимает приток Литл-Уайт-Ривер.